# Kainoor
Kainoor es una ciudad censal situada en el distrito de Thrissur en el estado de Kerala (India). Su población es de 7344 habitantes (2011). Se encuentra a 1 km de Thrissur y a 72 km de Cochín.

## Demografía
Según el censo de 2011 la población de Kainoor era de 7344 habitantes, de los cuales 3666 eran hombres y 3678 eran mujeres. Kainoor tiene una tasa media de alfabetización del 94,61%, superior a la media estatal del 94%: la alfabetización masculina es del 96,92%, y la alfabetización femenina del 92,30%.